# Sjöbo (plaats)
Sjöbo is de hoofdplaats van de gelijknamige gemeente Sjöbo in Skåne de zuidelijkste provincie van Skåne. De plaats heeft 6364 inwoners (2005) en een oppervlakte van 505 hectare.
De plaats begon sterk te groeien toen Sjöbo aan het begin van de 20e eeuw aan de spoorweg tussen Malmö en Simrishamn kwam te liggen.
Sjöbo staat in het Guinness Book of Records met de grootste spättekaka ooit gemaakt spättekaka is een cake van meel, suiker en eieren.

## Verkeer en vervoer
Langs de plaats lopen de Riksväg 11, Riksväg 13 en Länsväg 104.
Vroeger lag de plaats met een station aan de spoorlijn Malmö - Tomelilla.